# Красная Башкирия (станция)
Кра́сная Башки́рия — станция Южно-Уральской железной дороги, относится к Челябинскому региону. Расположена в селе Красная Башкирия Абзелиловского района Республики Башкортостан Российской Федерации.

## Пассажирское сообщение
Осуществляется пассажирским поездом № 675/676 Уфа — Сибай формирования Куйбышевского филиала ОАО «Федеральная пассажирская компания». Пригородный поезд № 6531/6532 Магнитогорск — Сибай был отменен 1 января 2013 года.

## Производимые операции
- Прием/выдача повагонных и мелких отправок (подъездные пути, места необщего пользования).